# Joseph-Arthur Boucher
Pour les articles homonymes, voir Boucher.
Joseph-Arthur Boucher, né le 2 avril 1869 à Montréal et mort le 20 décembre 1927, est un contrebassiste, chef d'orchestre et maître de chapelle québécois.

## Biographie
Joseph-Arthur Boucher est le frère du violoniste François Boucher et le fils de l'éditeur et musicien canadien Adélard Joseph Boucher.
En 1887, Joseph-Arthur fut le premier qui réunit et dirigea un ensemble d'instrumentistes sous le nom de "Symphonie de Montréal".
Joseph-Arthur Boucher fonda aussi la "Musique de Montréal" afin de présenter des concerts dans les parcs et jardins publics. Il fut maître de chapelle pendant 23 ans à Montréal dans l'église Saint-Jean-Baptiste et pendant 3 ans à l'église Saint-Michel. Il dirigea aussi le Shamrock Club Orchestra.
Sa fille Marie-de-Lourdes Boucher (née en 1895 à Montréal et décédée le 20 juillet 1975) fut une pianiste renommée pour sa virtuosité.

## Source
- L'encyclopédie canadienne